# Universidad del Alba
Universidad del Alba, Universidad Mariano Egaña – prywatna uczelnia w Chile, zlokalizowana w Santiago. 